# Дили
Ди́ли (тетум , индон. и англ. Dili, порт. Díli) — столица и крупнейший город Восточного Тимора. Расположен на северном побережье острова Тимор, самого восточного из Малых Зондских островов. Дили — главный порт и коммерческий центр Восточного Тимора, его население — 193 563 человека. Здесь находится международный аэропорт, названный в честь национального героя Восточного Тимора Николау Лобату (ранее — аэропорт Коморо). Город является также столицей административного района Дили, в который входят прилежащие территории.

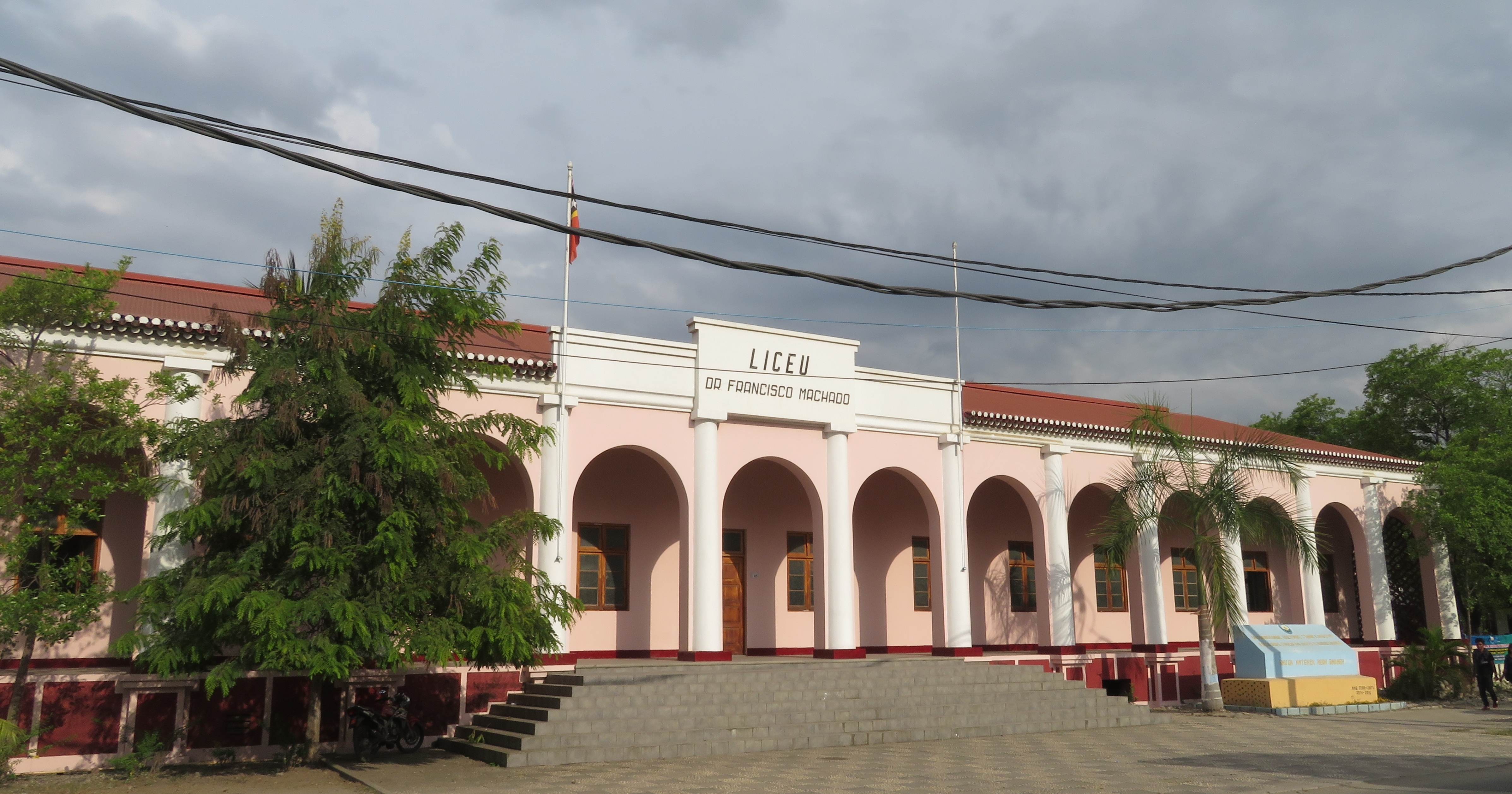
Лицей Франсисо Мачадо

## История
Основан в 1520 году португальцами, которые сделали Дили в 1769 году центром колонии португальского Тимора. Это было связано с неудачными военными действиями нового губернатора Антониу Жозе Теллеша ди Менезеша, вынужденного перенести свою администрацию из форта Лифау, на протяжении двух лет подвергавшегося осаде восставшими. Во время Второй мировой войны оккупирован Японией; город сильно пострадал от налётов союзной авиации, начавшихся в конце года, в связи с чем практически полностью был покинут жителями. Передача контроля над островом непосредственно от японской оккупационной администрации к португальской, несмотря на противодействие со стороны властей Австралии, состоялась в сентябре 1945 года. В послевоенный период город был отстроен, его полиэтническое население неуклонно росло, достигнув к началу 1970-х годов 10 000 человек. Происходили позитивные изменения в экономике и культуре: «Город украсил губернаторский дворец, здание муниципального совета, церковь в стиле барокко и благоустроенная морская набережная. Восстановившись в качестве административного и коммерческого центра, Дили занял особое положение, став „кузнечным тиглем“, в котором выплавлялись основные социально-этнические группы, непосредственно затронутые португальским культурным влиянием». Во время крупного антиколониального восстания (1961—1963) было объявлено о создании Объединённой Республики Тимор — Дили со столицей в Батугаде, однако оно было жестоко подавлено португальскими властями. Несмотря на то, что восстание потерпело поражение, это и предыдущие выступления местных жителей вынудило власти метрополии к необходимости проведения реформ. В ноябре 1963 года Восточный Тимор получил статус заморской провинции с собственной администрацией. Он был разделён на 60 округов и муниципальный район Дили. Процесс деколонизации в португальском Тиморе начался в 1974 году, вслед за падением авторитарного режима в Португалии. 28 ноября 1975 года была оглашена декларация независимости Восточного Тимора. Однако девять дней спустя в страну вторглись части индонезийской армии, и Восточный Тимор был объявлен 27-й провинцией Индонезии.
После этого последовал период партизанской войны с 1975 по 1999 год между индонезийскими силами и борцами за независимость, в ходе которой погибли десятки тысяч жителей Восточного Тимора и некоторые иностранные гражданские лица. В 1999 году под давлением ООН в Восточном Тиморе был проведён референдум по вопросу самоопределения. В результате 78,5 % населения высказались за независимость, и 20 мая 2002 году Дили стал столицей нового независимого государства Демократическая Республика Тимор-Лешти.

## Памятники и сооружения

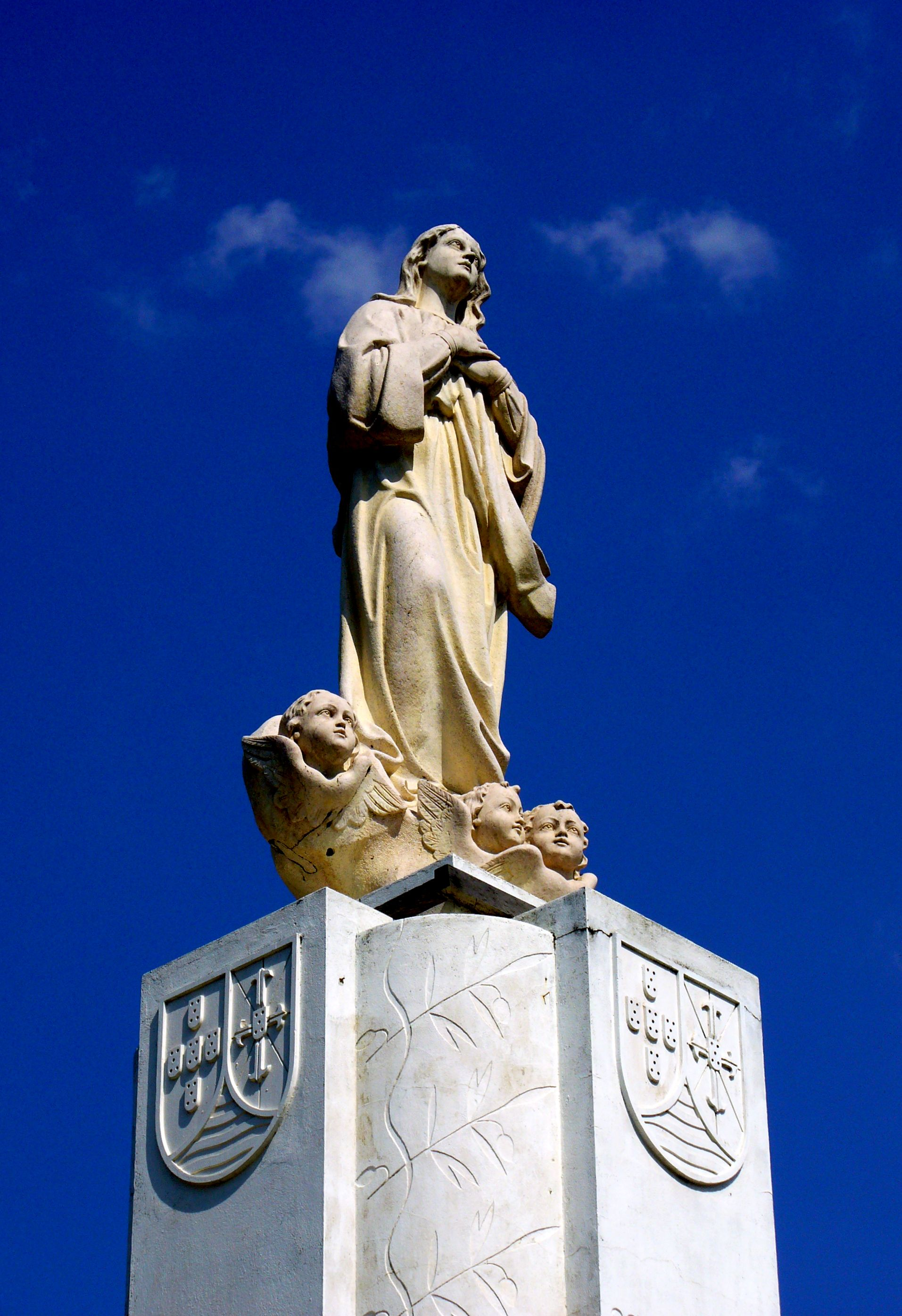
Статуя Богоматери

Многие здания были уничтожены в результате беспорядков в 1999 году, организованных индонезийскими военными и местными боевиками. Однако в городе сохранилось множество домов, построенных в португальскую эпоху. Резиденция бывшего португальского губернатора в настоящее время является резиденцией премьер-министра страны. Ранее она также использовалась индонезийским губернатором и Временной администрацией ООН в Восточном Тиморе.

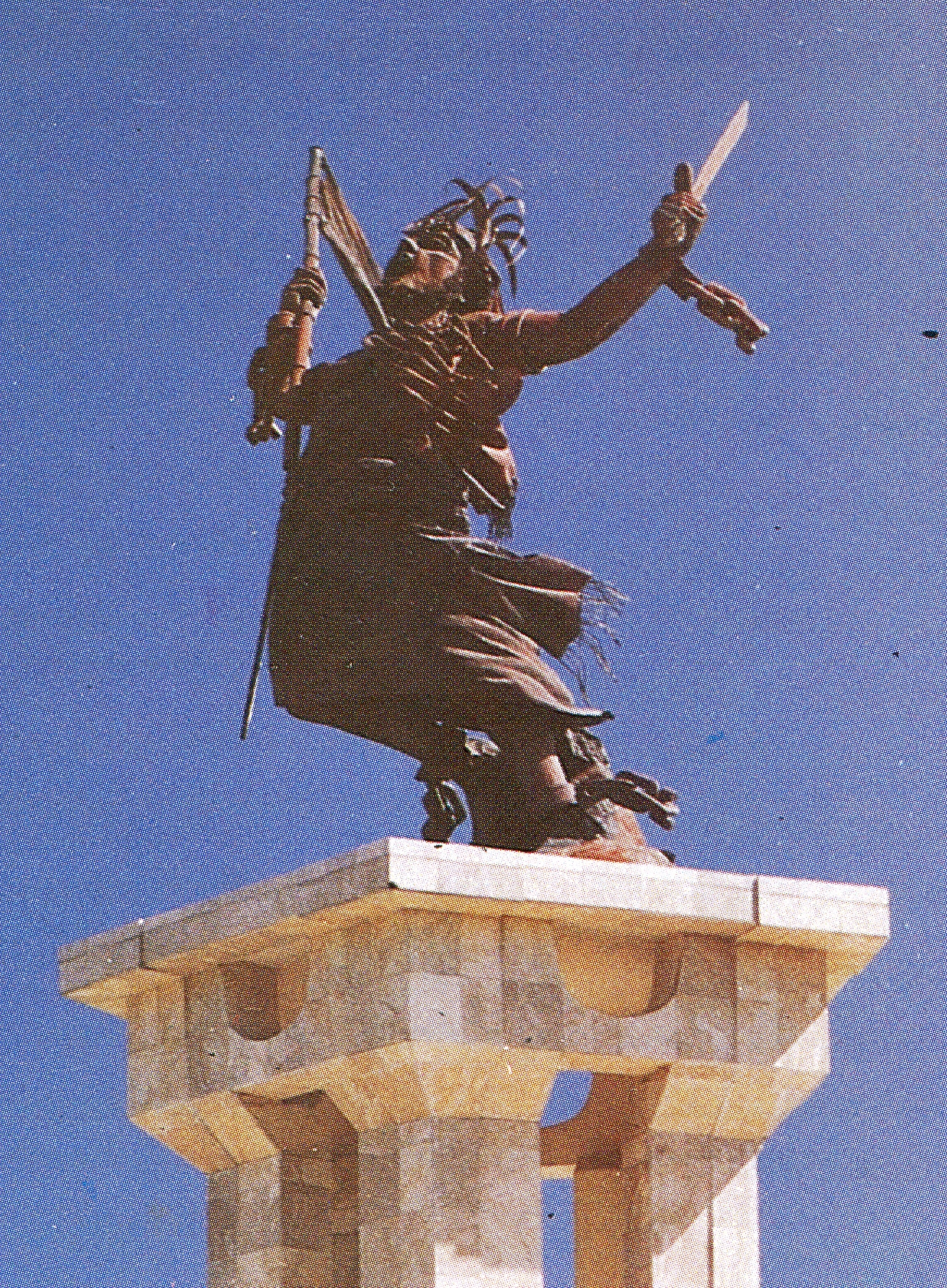
Монумент Объединения

Католическая церковь стала центром сопротивления индонезийской оккупации.
В память об этом был построен собор Непорочного Зачатия, где находится резиденция римско-католической епархии Дили, самый большой собор в Юго-Восточной Азии. Также известен монумент Объединения, посвящённый индонезийской аннексии Восточного Тимора в 1976 году. Человек на статуе изображён в традиционной тиморской одежде, с разорванными цепями на запястье, данный памятник не был разрушен.

## Транспорт
Дили обслуживается единственным международным аэропортом в Восточном Тиморе — Международным аэропортом имени Президента Николау Лобату. Также существует несколько взлетно-посадочных полос в Баукау, Суаи и Окуси, они используются для внутренних рейсов. До недавнего времени в аэропорту Дили взлетно-посадочная полоса была не в состоянии принять самолет, больший чем Boeing 737 или C-130 Hercules, но в январе 2008 года португальская авиакомпания EuroAtlantic Airways для прямого рейса из Лиссабона использовала Боинг 757, доставив 140 членов Республиканской Национальной гвардии Португалии. Во времена правления Португалии аэропорт в Баукау, который имеет более длинную взлетно-посадочную полосу, использовался для международных рейсов, однако после вторжения Индонезии его заняли индонезийские военные, и он был закрыт для гражданского транспорта.

## Города-побратимы
Городами-побратимами Дили являются:
- Барселона, Испания
- Дарвин, Австралия
- Канберра, Австралия
- Сидней, Австралия
- Коимбра, Португалия
- Лиссабон, Португалия
- Окинава, Япония
- Владивосток, Россия
- Сан-Паулу, Бразилия